# Ramon Font i Folch
Ramon Font i Folch fou un agitador polític barceloní de començaments del segle xx. Era president de la Fraternitat del Partit Republicà Radical d'Horta. Quan es produïren els aldarulls que donaren peu als fets de la Setmana Tràgica de Barcelona (juliol de 1909) fou actiu en les lluites al carrer al barri de Drassanes i, quan el dia 30 va remetre l'activitat continuà al barri d'Horta. Després va fugir a França, on va romandre fins a 1911. El 1912 un tribunal militar va revisar el seu cas i va dictar pena de mort contra ell, raó per la qual hagué de fugir novament a França.